# Tranvia di Dallas
La tranvia di Dallas (in inglese Dallas Streetcar, IPA: [dæləs ˈstritˌkɑr]) è una linea tranviaria che serve la città di Dallas, collegando Downtown con il quartiere di Oak Cliff. È gestita dalla Dallas Area Rapid Transit (DART), che si occupa anche della gestione della rete metrotranviaria interurbana DART di Dallas.
La linea è lunga 3,94 km e possiede 6 stazioni. I lavori di costruzione ebbero inizio nel maggio 2013, e la prima sezione compresa tra Union Station e Beckley, situata presso il Dallas Methodist Medical Center, venne aperta il 13 aprile 2015. Il 29 agosto 2016, la linea fu estesa da Beckley a Bishop Arts con una stazione intermedia presso Sixth Street.